# Lillasjön (Sjötofta socken, Västergötland, 635729-134922)
Lillasjön är en sjö i Tranemo kommun i Västergötland och ingår i Ätrans huvudavrinningsområde. Sjöns area är 0,021 kvadratkilometer och den är belägen 182 meter över havet.